# Шушинский государственный историко-архитектурный заповедник
Шушинский государственный историко-архитектурный заповедник (азерб. Şuşa Dövlət Tarix-Memarlıq Qoruğu) — государственный заповедник в пределах города Шуша.

## История
Город Шуша был построен в 1752 году Панах Али-ханом. Шуша строилась в несколько этапов, на основе природных условий в единстве с окружающей средой. После включения её территории в состав Российской империи, её развитие продолжалось. Город имеет множество медресе, мечетей, природные источников и купален. Шуша был одним из узлов международной торговли и местом, где находились богатые караван-сараи.
Каменные пещеры близ Шуши доказывают, что этот район являлся местом обитания древних людей. Здесь были найдены орудия труда и керамическая посуда времён палеолита, мезолита, энеолита, а также вещи бронзы и железного века.
10 августа 1977 года город и его окрестности были объявлены историко-архитектурным заповедником Азербайджана. При этом, заповедником была объявлена и восстанавливалась только восточная, азербайджанская часть города, в которой создавались дома-музеи и возводились мавзолеи. Город пострадал во время Карабахского конфликта.